# Hành tinh phù thủy
Hành tinh phù thủy (Nhật: 星のウイッチ Hepburn: Hoshi no Witch, nghĩa đen: "Phù thủy của hành tinh") là một loạt shōnen manga sáng tác bởi Hara Yui. Manga được đăng thường kỳ trên tạp chí Comic Blade của nhà xuất bản Mag Garden, từ số tháng 3 phát hành ngày 30 tháng 1 năm 2006 đến khi kết thúc trong số tháng 6 phát hành ngày 28 tháng 4 năm 2007. Ba tập tankōbon đã phát hành tại Nhật Bản từ ngày 9 tháng 9 năm 2006 đến ngày 10 tháng 7 năm 2007. Nhà xuất bản Kim Đồng phát hành trọn bộ bản tiếng Việt của manga tại Việt Nam từ tháng 9 đến tháng 10 năm 2008, trong khi bản tiếng Trung do Nhà xuất bản Đông Lập ấn hành tại Đài Loan đã phát hành từ tháng 3 năm 2007 đến tháng 3 năm 2008. Tokyopop cấp phép phát hành bản tiếng Anh tại Bắc Mỹ, nhưng chỉ ra mắt tập đầu tiên vào ngày 7 tháng 9 năm 2010.

## Đón nhận
Đối với tập truyện đầu tiên, các nhà phê bình đánh giá khá mờ nhạt khi so sánh nó như một câu chuyện kỳ ảo tiêu chuẩn về một cậu bé du hành sang thế giới khác, nhưng họ cũng thấy ở tác phẩm những khía cạnh tiềm năng cụ thể. Trang ComicBookBin nhận xét câu chuyện "dễ thương", cho rằng nó có sự khác biệt với những cốt truyện khác nhờ "sự tương tác thú vị giữa Kazuki và Marie" và "tinh thần lạc quan không tưởng của Kazuki," nhưng các yếu tố khác chỉ ở mức trung bình. Comics Worth Reading cho rằng không có nhiều điều để bàn về tập đầu tiên vì nội dung chủ yếu là các thiết lập kịch bản, nhưng gọi tác phẩm là "một trong những cuốn sách có nhiều tiềm năng," nói thêm rằng "tập truyện này giống như kẹo bông, được xử lý dễ chịu nhưng thiếu sự cân bằng." ICv2 nhận xét điểm thú vị của manga nằm ở "nữ chính hay gắt gỏng hơn bình thường, Marie, [và] một 'nam chính' rõ ràng quá thụ động, Kazuki," và mặc dù cốt truyện là kiểu thường thấy ở khắp nơi, nhưng manga "được thực hiện đủ chuyên nghiệp để không gây khó chịu cho nhiều người hâm mộ thể loại này." Sequential Tart gọi manga là một "câu chuyện nhỏ dễ thương sẽ thu hút độc giả trẻ hơn độ tuổi khuyến nghị 13+," gọi Kazuki là một nhân vật tầm thường, nhưng lưu ý rằng Marie là một nhân vật tuyệt vời "đang che giấu thứ gì đó đen tối," với kết luận manga rất thú vị để đọc, nhưng không có bất cứ thứ gì độc đáo khiến người ta muốn đọc thêm. Manga Life gọi manga là "hơi quá... thường" về mạch truyện và nhân vật, nhưng cảm thấy có tiềm năng trong loạt truyện nếu tác giả "[đào] sâu hơn một chút trong các tập tiếp theo."